# Сенное (Крым)
Сенно́е (до 1945 года  Танагельды́; укр. Сінне, крымскотат. Tana Geldi, Тана Гельди) — село в Белогорском районе Республики Крым, в составе Муромского сельского поселения (согласно административно-территориальному делению Украины — Муромского сельсовета Автономной Республики Крым).

## Население
| 2001 | 2014 |
| ---- | ---- |
| 374  | ↘289 |

Всеукраинская перепись 2001 года показала следующее распределение по носителям языка
| Язык             | Процент |
| ---------------- | ------- |
| русский          | 54.28   |
| крымскотатарский | 37.17   |
| украинский       | 7.75    |
| другие           | 0.27    |

### Динамика численности
| - 1805 год — 134 чел. - 1864 год — 97 чел. - 1889 год — 319 чел. - 1892 год — 140 чел. - 1900 год — 199 чел. - 1926 год — 272 чел. | - 1939 год — 461 чел. - 1989 год — 384 чел. - 2001 год — 374 чел. - 2009 год — 353 чел. - 2014 год — 289 чел. |

## Современное состояние
На 2017 год в Сенном числится 3 улицы — Подгорная, Садовая и Центральная; на 2009 год, по данным сельсовета, село занимало площадь 53 гектара на которой, в 119 дворах, проживало 353 человека.
В селе действуют сельский клуб, библиотека-филиал № 35, фельдшерско-акушерский пункт, мечеть «Тана-Гельди джамиси».

## География
Сенное — село на северо-западе района, на северном склоне массива Кубалач. Лежит в верховьях долины реки Восточный Булганак, у границы с Кировским районом, высота над уровнем моря — 318 м. Ближайшие сёла: Кривцово — в 1,5 км на северо-восток, Некрасово — 7,5 км на северо-запад и Дивное — 1 км на юго-восток.
Расстояние до райцентра — около 25 километров (по шоссе), до ближайшей железнодорожной станции Кировская (на линии Джанкой — Феодосия) — примерно 41 километр. Транспортное сообщение осуществляется по региональной автодороге 35Н-108 Хлебное — Сенное (по украинской классификации — С-0-10331).

## История
Первое документальное упоминание села встречается в Камеральном Описании Крыма… 1784 года, судя по которому, в последний период Крымского ханства Танагелды входил в Ширинский кадылык Кефинского каймаканства. После присоединения Крыма к России (8) 19 апреля 1783 года, (8) 19 февраля 1784 года, именным указом Екатерины II сенату, на территории бывшего Крымского Ханства была образована Таврическая область и деревня была приписана к Левкопольскому, а после ликвидации в 1787 году Левкопольского — к Феодосийскому уезду Таврической области. После Павловских реформ, с 1796 по 1802 год, входила в Акмечетский уезд Новороссийской губернии. По новому административному делению, после создания 8 (20) октября 1802 года Таврической губернии, Танагельды были включены в состав Кокташской волости Феодосийского уезда.
По Ведомости о числе селений, названиях оных, в них дворов… состоящих в Феодосийском уезде от 14 октября 1805 года, в деревне Танагельды числилось 16 дворов и 134 жителя, исключительно крымских татар. На военно-топографической карте генерал-майора Мухина 1817 года обозначена Танагельды с 28 дворами. После реформы волостного деления 1829 года Танагельды, согласно «Ведомости о казённых волостях Таврической губернии 1829 года» остался в составе Кокташской волости. На карте 1836 года в деревне 39 дворов, как и на карте 1842 года
В 1860-х годах, после земской реформы Александра II, деревню приписали к Салынской волости того же уезда. В «Списке населённых мест Таврической губернии по сведениям 1864 года», составленном по результатам VIII ревизии 1864 года, Танагельды — владельческая русско-татарская деревня, с 22 дворами, 97 жителями и мечетью при источниках'. По обследованиям профессора А. Н. Козловского начала 1860-х годов, в селении «…имелась пресная вода в изобилии из горных родников и ручьёв». На трёхверстовой карте Шуберта 1865—1876 года в деревне Танагельды, почему-то, обозначено 6 дворов. В «Памятной книге Таврической губернии 1889 года» по результатам Х ревизии 1887 года записана Танагельды с 58 дворами и 319 жителями. На верстовой карте 1890 года в деревне обозначено 53 двора с татарским населением. По «…Памятной книжке Таврической губернии на 1892 год» в Танагельды, не входившей ни в одно сельское общество, числилось 140 безземельных жителей, домохозяйств не имеющих.
После земской реформы 1890-х годов, которая в Феодосийском уезде прошла после 1892 года, деревня осталась в составе Салынской волости. По «…Памятной книжке Таврической губернии на 1902 год» в деревне Танагельды, входившей в Кабурчакское сельское общество, числилось 199 жителей, домохозяйств не имеющих. На 1914 год в селении действовало немецкое меннонитское земское училище. В Статистическом справочнике 1915 года Танагельды, почему-то, не записан. Согласно списку 1915 года «…русских подданных из австрийских, венгерских или германских выходцев» землевладельцев, опубликованном в газете «Таврические губернские ведомости» в апреле 1915 года, при деревне Танагельды значатся крымские немцы, имевшие земельные участки: Блинд Леонгард Христианович — 275 десятин, Бауэр Фридрих Михайлович — 150 дес., Гинтер Иван Яковлевич — 301 д. Гарварт Готфрид Мартынович — 2 участка 301 дес. и 201 дес., Гауц Гейнрих Андрианович — 201 дес., Гурлебаус Матеас Яковлевич — 100 дес., Мионц Карл Эрнестович — 201 дес., Риде Гуго Христианович — 50 дес. 1200 квадратных саженей, Штихлинг Август Фридрихович — 100 дес. и Штихлинг Гейнрих Фридрихович — 50 дес..
После установления в Крыму Советской власти, по постановлению Крымревкома от 8 января 1921 года была упразднена волостная система и село вошло в состав вновь созданного Карасубазарского района Симферопольского уезда, а в 1922 году уезды получили название округов. 11 октября 1923 года, согласно постановлению ВЦИК, в административное деление Крымской АССР были внесены изменения, в результате которых округа ликвидировались, Карасубазарский район стал самостоятельной административной единицей и село включили в его состав. Согласно Списку населённых пунктов Крымской АССР по Всесоюзной переписи 17 декабря 1926 года, в селе Тана-Гельды, центре Тана-Гельдынского сельсовета Карасубазарского района, числилось 53 двора, все крестьянские, население составляло 272 человека, из них 127 татар, 54 грека, 48 русских, 41 немец, 1 армянин, 1 болгарин, действовала русско-татарская школа. По данным всесоюзной переписи населения 1939 года в селе проживал 461 человек.
В 1944 году, после освобождения Крыма от фашистов, согласно постановлению ГКО № 5859 от 11 мая 1944 года, 18 мая крымские татары были депортированы в Среднюю Азию, а по постановлению ГКО от 2 июня 1944 года, 27 июня 1944 года, войска НКВД приступили ко второму спецпереселению — местные греки были высланы в Пермскую область и Среднюю Азию. 12 августа 1944 года было принято постановление № ГОКО-6372с «О переселении колхозников в районы Крыма», в исполнение которого в район завезли переселенцев: 6000 человек из Тамбовской и 2100 — Курской областей, а в начале 1950-х годов последовала вторая волна переселенцев из различных областей Украины. Указом Президиума Верховного Совета РСФСР от 21 августа 1945 года Танагельды был переименован в Сенное и Танагельдинский сельсовет — в Сенновский. С 25 июня 1946 Сенное года в составе Крымской области РСФСР. 26 апреля 1954 года Крымская область была передана из состава РСФСР в состав УССР. Время упразднения Сенновского сельсовета и переподчинения села Хлебновскому пока не установлено: на 15 июня 1960 года село уже числилось в его составе, как и Муромскому — известно, что это произошло до 1 января 1968 года. По данным переписи 1989 года в селе проживало 384 человека. С 12 февраля 1991 года село в восстановленной Крымской АССР, 26 февраля 1992 года переименованной в Автономную Республику Крым. С 21 марта 2014 года в составе Крыма аннексировано Россией.